# 구종태
구종태(具鍾泰, 1934년 7월 25일 ~ )는 대한민국의 세무사, 정치인이다. 제16대 국회의원을 지냈다. 본관은 창원이며, 경상남도 사천 출신이다.

## 학력
- 고려대학교 법과대학 법학사
- 단국대학교 경영대학원 경영학 석사
- 단국대학교 경영대학원 경영학 박사

### 비학위 수료
- 연세대학교 경영대학원 최고경영자과정 수료
- 서울대학교 경영대학원 최고경영자과정 수료

## 경력
- 경제과학심리회의 사무국 근무(행정사무관)
- 국세청, 용산, 광화문 등 세무서장 역임
- 한국세무사회 제20대, 제21대회장(피선)역임
- 제16대 국회의원(새천년민주당 비례대표)
- 제2의 건국 추진위원회 위원
- 새천년민주당 국정자문 위원
- 한국 직능단체총연합회 상임부회장
- 아시아 오세아니아 세무사협회 제5ㆍ6대회장
- 대한민국헌정회 감사

## 역대 선거 결과
| 실시년도 | 선거  | 대수 | 직책     | 선거구   | 정당         | 득표수      | 득표율         | 순위          | 당락 | 비고       |
| -------- | ----- | ---- | -------- | -------- | ------------ | ----------- | -------------- | ------------- | ---- | ---------- |
| 2000년   | 총선  | 16대 | 국회의원 | 비례대표 | 새천년민주당 | 6,780,625표 | \| \| 35.9% \| | 비례대표 25번 |      | 초선, 승계 |
|          | 35.9% |      |          |          |              |             |                |               |      |            |